# Waldkirchen
Waldkirchen è un comune tedesco di 10 516 abitanti, situato nel land della Baviera.voce a caso.